# Темирівська сільська рада
| Темирівська сільська рада — колишній орган місцевого самоврядування у Гуляйпільському районі Запорізької області з адміністративним центром у с. Темирівка. Сільській раді підпорядковані населені пункти: - с. Темирівка - с. Обратне |

## Склад ради
Рада складається з 12 депутатів та голови.

### Керівний склад ради
| ПІБ                             | Основні відомості                                                  | Дата обрання | Дата звільнення |
| ------------------------------- | ------------------------------------------------------------------ | ------------ | --------------- |
| Жовніренко Анатолій Миколайович | Сільський голова, 1950 року народження, освіта, безпартійний       | 26.03.2006   | 31.10.2010      |
| Денисенко Ірина Вікторівна      | Сільський голова, 1970 року народження, освіта вища, позапартійна, | 30.10.2010   |                 |

Примітка: таблиця складена за даними джерела

## Населення
Згідно з переписом УРСР 1989 року чисельність наявного населення сільської ради становила 638 осіб, з яких 272 чоловіки та 366 жінок.
За переписом населення України 2001 року в сільській раді мешкало 646 осіб.

### Мова
Розподіл населення за рідною мовою за даними перепису 2001 року:
| Мова       | Відсоток |
| ---------- | -------- |
| українська | 90,53 %  |
| російська  | 8,85 %   |
| молдовська | 0,31 %   |
| гагаузька  | 0,15 %   |